# Gliniec (województwo zachodniopomorskie)
Gliniec (niem. Neu Glien, Försterei Pflanzgarten) – mała osada w Polsce położona w województwie zachodniopomorskim, w powiecie gryfińskim, w gminie Stare Czarnowo na obszarze Puszczy Bukowej. Sąsiaduje od północy z sołecką wsią Glinna. Jest to dawna gajówka oraz osiedle pracowników leśnych, założona około 1878-1879. W pobliżu znajduje się Arboretum w Glinnej.
W latach 1975–1998 miejscowość administracyjnie należała do województwa szczecińskiego.